# 望郷 (1937年の映画)
『望郷』（ぼうきょう、原題：Pépé le Moko）は、1937年に製作・公開されたフランスの映画である。撮影は1936年。アシェルベ（アンリ・ラ・バルト）の小説を基にジュリアン・デュヴィヴィエが監督、ジャン・ギャバンが主演した。1930年代の代表的な女優、ミレーユ・バランの出世作でもある。詩的リアリズム路線の代表作の一つとされる。当時のフランス領アルジェリアの中心都市・アルジェが主な舞台となっている。
1938年にハリウッドで『カスバの恋』（監督：ジョン・クロムウェル、主演：シャルル・ボワイエ）としてリメイクされている。

## あらすじ
アルジェの一角にあるカスバは路地が入り組み、諸国からの流れ者が集まる無法地帯となっている。フランス本国から逃れた悪名高い泥棒ペペ・ル・モコ（ギャバン）は、もう2年近く隠れており、いつしかそこの顔役となり、情婦イネス（ノロ）、忠実だが若く思慮の浅い子分ピエロ、短気で金のことしか頭にないカルロス（ガブリオ）らに囲まれながらも、威信にかけて逮捕に臨むフランス警察の追及も厳しく、カスバから一歩も出ることが出来ないでいる。一方、地元の敏腕の刑事スリマン（グリドウ）は、ペペと普段から会う奇妙な関係を保ちながら、カスバの住人を敵に回すことを避け、ペペがカスバから出る逮捕のチャンスを窺っていた。
そんなある日ペペは、逮捕を狙ったフランス警察の捜索（もちろん、逮捕は失敗）のどさくさで、カスバを訪れた故国の女性ギャビー（バラン）と知り合い、彼女に惹かれる。これをチャンスと見たスリマンは、ギャビーとペペの逢瀬の手引きをし、2人は恋仲になる。しかしスリマンの策略により、ギャビーはペペが死んだと教えられ、パリに帰ることにしたため、後を追おうとしたペペはまんまと波止場におびき出されるかっこうになり、客船に乗り込んでギャビーを探しているところを逮捕されてしまう。手錠をかけられ連行されるペペはギャビーの乗る客船を空しく見送る。そのとき、ギャビーが甲板に姿を現した。彼女に向ってペペは「ギャビー」と叫ぶが、その声は汽笛にかき消されてしまう。ペペは隠し持っていたナイフで腹を刺して死ぬ。

## キャスト
| ペペ         | ジャン・ギャバン         | 森山周一郎   | 田中正彦 |
| ギャビー     | ミレーユ・バラン         | 二階堂有希子 | 水野千夏 |
| イネス       | リーヌ・ノロ             | 寺島信子     | 林摩理子 |
| カルロス     | ガブリエル・ガブリオ     | 島宇志夫     | 丸山壮史 |
| スリマン     | リュカ・グリドゥ         | 山田康雄     | 大黒和広 |
| タニア       | フレエル                 |              | 今西浩子 |
| 爺さん       | サテュルナン・ファーブル | 永井一郎     | 山内勉   |
| ジャンヴィエ | フィリップ・リシャール   | 大宮悌二     | 赤城進   |
| レジス       | シャルパン               | 富田耕生     | 水野光太 |
| アルビ       | マルセル・ダリオ         |              | 渡部洋   |
| マキシム     | シャルル・グランヴァル   | 滝口順平     | 高桑満   |
| ピエロ       | ジルベール・ジル         | 井上真樹夫   | 鶴岡聡   |
| ルーベン     | ポール・エスコフィエ     | 和田文夫     |          |
| ムニエ       | レネ・ベルジュロン       | 千葉耕市     |          |

- フジテレビ版：初回放送1971年5月23日12:00-13:56『サンデー洋画劇場』[3]

※ノーカット放送。ポニー発売の「名作洋画劇場」と記されたVHSに収録。
・その他吹替：北村弘一、納谷六朗
- PDDVD版

・その他吹替： 玉木有紀子、松平真之介、川出拓也、広瀬未来
・演出：松川陸、翻訳：有馬康作、調整：堀井義文（スタジオライズワン）

## スタッフ
- 監督：ジュリアン・デュヴィヴィエ
- 製作：レイモン・アキム、ロベール・アキム
- 原作：アシェルベ（アンリ・ラ・バルト）
- 脚本：アシェルベ探偵（アンリ・ラ・バルト）、ジュリアン・デュヴィヴィエ
- 脚色：ジャック・コンスタン
- 台詞：アンリ・ジャンソン
- 音楽：ヴァンサン・スコット
- 撮影：マルク・フォサール、ジュール・クルーガー
- 編集：マルグリット・ボージェ

## 映画賞受賞
- 1939（昭和14）年キネマ旬報ベストテン1位
- ナショナル・ボード・オブ・レビュー外国映画賞